# Coupe de Gibraltar de football 2022-2023
Navigation
Saison 2021-2022 Saison 2023-2024
La Coupe de Gibraltar 2022-2023 est la 65e édition de la Rock Cup (appelée Gibtelecom Rock Cup pour des raisons de sponsoring).

## Format
Prenant place entre les mois de janvier et de mai 2023, la compétition se décompose en quatre phases allant du premier tour jusqu'à la finale. L'intégralité des matchs sont joués au Victoria Stadium de Gibraltar.
Les participants au tournoi sont les douze équipes évoluant au sein de l'unique division du championnat gibraltarien pour la saison 2022-2023 auxquelles s'ajoute le FC Hound Dogs, qui évolue au sein de la Ligue intermédiaire (en), réservée aux équipes de jeunes.
Le vainqueur de la compétition obtient une place pour le tour préliminaire de la Ligue Europa Conférence 2023-2024. Cependant, si le vainqueur vient à se qualifier pour la Ligue des champions ou à la Ligue Europa Conférence par le biais le championnat, cette place qualificative est réattribuée au troisième de cette dernière compétition. Le vainqueur de la coupe obtient également une place pour la Supercoupe disputée face au champion de première division, celle-ci étant réattribuée au deuxième du championnat si le champion remporte également la coupe.

## Résultats

### Premier tour
Huit des douze clubs engagés prennent part au premier tour, les Manchester 62 passent directement en quarts de finale en remportant le GFA Trophy Challenge, lors de la saison dernière. Après le tirage au sort, trois équipes restantes passent directement en quarts de finale, le Glacis United, Saint Joseph's FC et Lynx FC
| Date            | Équipe 1         | Résultat | Équipe 2        |
| --------------- | ---------------- | -------- | --------------- |
| 16 janvier 2023 | Lincoln Red Imps | 3 - 2    | Europa FC       |
| 17 janvier 2023 | FC Hound Dogs    | 1 - 7    | Lions Gibraltar |
| 18 janvier 2023 | Europa Point     | 0 - 1    | Bruno's Magpies |
| 19 janvier 2023 | College 1975     | 0 - 3    | Mons Calpe SC   |

### Quarts de finale
| Date            | Équipe 1         | Résultat | Équipe 2          |
| --------------- | ---------------- | -------- | ----------------- |
| 18 février 2023 | Lions Gibraltar  | 1 - 2    | Bruno's Magpies   |
| 18 février 2023 | Lincoln Red Imps | 5 - 0    | Lynx FC           |
| 19 février 2023 | Manchester 62    | 0 - 2    | Saint Joseph's FC |
| 19 février 2023 | Glacis United    | 0 - 1    | Mons Calpe SC     |

### Demi-finales
| Date         | Équipe 1         | Résultat | Équipe 2          |
| ------------ | ---------------- | -------- | ----------------- |
| 4 avril 2023 | Mons Calpe SC    | 0 - 1    | Bruno's Magpies   |
| 5 avril 2023 | Lincoln Red Imps | 2 - 1 ap | Saint Joseph's FC |

### Finale
| 27 avril 2023 | Bruno's Magpies                                                   | 1 - 1 ap              | Lincoln Red Imps                                             | Victoria Stadium, Gibraltar |                           |
| 19:30 UTC+2   | Dan Bent 60e                                                      | (0 - 1, 1 - 1, 1 - 1) | 31e Mustapha Yahaya                                          | Arbitrage : Timothy Reoch   | Arbitrage : Timothy Reoch |
| 19:30 UTC+2   | Rapport                                                           |                       |                                                              | Arbitrage : Timothy Reoch   | Arbitrage : Timothy Reoch |
| 19:30 UTC+2   | Kyle Casciaro · Jack Storer · Dan Bent · Paco Zúñiga · José Galán | Tirs au but 4 – 2     | Ethan Britto · Bernardo Lopes · Julian Valarino · Kike Gómez | Arbitrage : Timothy Reoch   | Arbitrage : Timothy Reoch |